# Гвардєйський міський округ
Гвардєйський район (рос. Гвардейский район) — адміністративна одиниця Калінінградської області Російської Федерації. З точки зору адміністративно-територіального устрою — адміністративний район, з точки зору муніципального устрою — міський округ.
Адміністративний центр — місто Гвардєйськ.

## Адміністративний поділ
До складу району входять одне міське та 4 сільських поселення:
1. Гвардєйське міське поселення
2. Знаменське сільське поселення
3. Зоринське сільське поселення(інші мови)
4. Озерковське сільське поселення
5. Славинське сільське поселення